# Dieweg
Le quartier du Dieweg est un quartier résidentiel de la commune bruxelloise d'Uccle.